# Харламовская (Вологодская область)
Харламовская — деревня в Череповецком районе Вологодской области.
Входит в состав Николо-Раменского сельского поселения, с точки зрения административно-территориального деления — в Николо-Раменский сельсовет.
Расстояние по автодороге до районного центра Череповца — 110 км, до центра муниципального образования Николо-Раменья — 20 км. Ближайшие населённые пункты — Бор, Ручьи, Вешняки.
По переписи 2002 года население — 178 человек (83 мужчины, 95 женщин). Преобладающая национальность — русские (99 %).